# Laurel Springs (New Jersey)
Pour les articles homonymes, voir Laurel Springs.
Laurel Springs est un borough situé dans le comté de Camden, dans l'État du New Jersey, aux États-Unis.

## Démographie
En 2020, la population était de 1 978 habitants.